# Compsotropha
Compsotropha é um gênero de traça pertencente à família Agonoxenidae.